# 1st Royal Tank Regiment

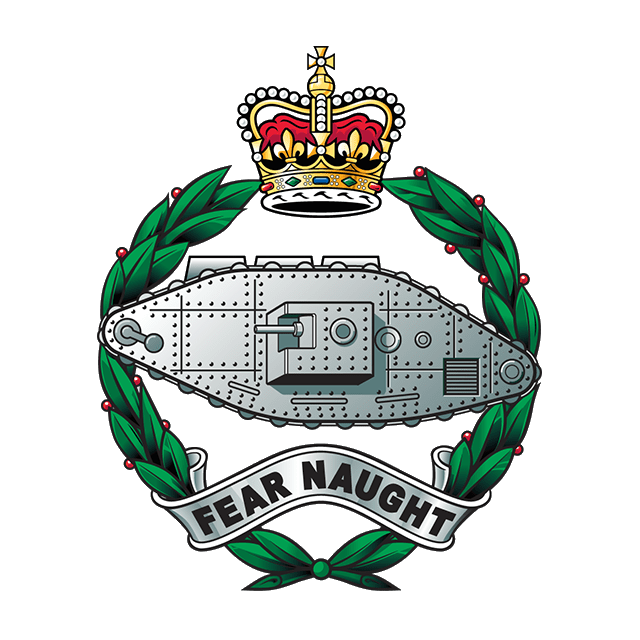
Crachá do Regimento Real de Tanques.

O 1st Royal Tank Regiment (1 RTR) (em português: 1º Regimento Real de Tanques) foi um regimento blindado do Exército Britânico. Faz parte do Royal Tank Regiment, faz parte do Royal Armoured Corps e operacionalmente sob a 12th Armoured Infantry Brigade.

## História

### Formação
O regimento foi originalmente formado como A Company, Heavy Section, Machine Gun Corps em maio de 1916 durante a Primeira Guerra Mundial (1914-1918). Participou da primeira ofensiva de tanques em 1916 e viu ação na Frente Ocidental novamente na Batalha de Cambrai em novembro de 1917 e mais tarde na Ofensiva dos Cem Dias. Permanecendo ativo no exército durante o período entre guerras, em 1939 foi renomeado o 1st Royal Tank Regiment.

### Segunda Guerra Mundial
Durante a Segunda Guerra Mundial (1939-1945), o regimento participou do Cerco de Tobruk no verão de 1941 e da Batalha de El Alamein em outubro de 1942, o avanço até a Itália no final de 1943, os desembarques da Normandia em junho de 1944 e a invasão aliada ocidental da Alemanha em 1945. Da Batalha de El Alamein o regimento fazia parte da 22nd Armoured Brigade, parte da 7th Armoured Division, pelo resto da guerra.

### Pós-guerra
Após um período sediado na Alemanha, 1 RTR lutou contra forças comunistas durante a Guerra da Coreia.
O regimento estava na Zona do Canal de Suez como parte de 25 Brigadas Blindadas para proteger os interesses britânicos na Zona de janeiro de 1954 a agosto de 1955.
Em 1957, o regimento foi enviado para Hong Kong como parte da 48ª Brigada de Infantaria Gurkha. Quando deixou Hong Kong em 1960, substituiu os tanques cometas por Centurions em Hohne, Alemanha Ocidental.

### Amálgama

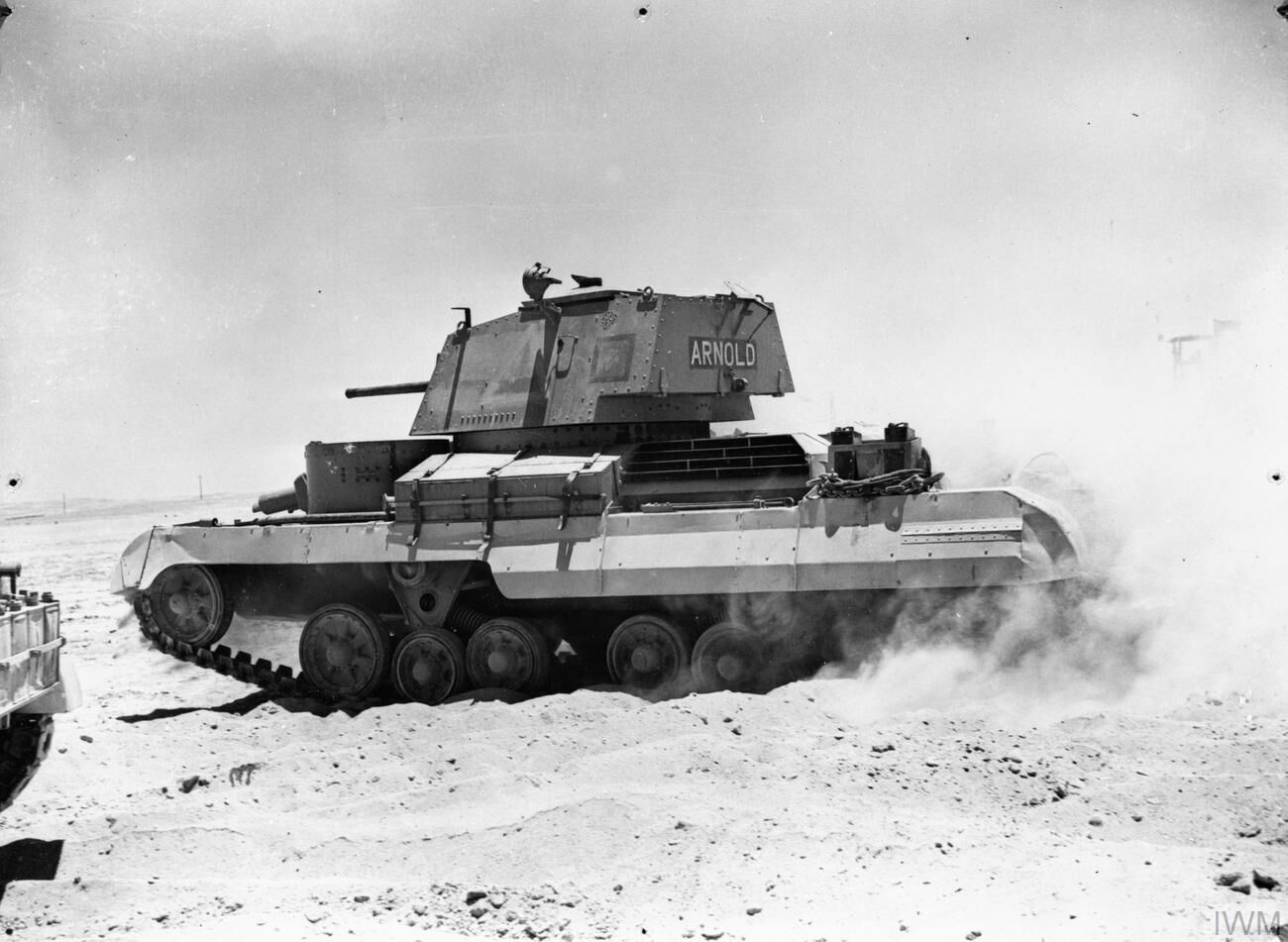
Tanque Cruiser Mk I A9 de 1 RTR em Abbasia, Egito, 30 de maio de 1940.

Em 1993, amalgamado com o 4th Royal Tank Regiment sem mudança de título. Incorporou ambas as áreas tradicionais de recrutamento dos regimentos originais de Merseyside e Escócia.
Em 1999, dois esquadrões foram divididos como parte do Regimento Conjunto da NBC com o Regimento da RAF de esquadrão nº 27.  Em dezembro de 2011, o Regimento entregou sua responsabilidade pelo CBRN ao Regimento da RAF.
Em 25 de junho de 2008 no Palácio de Buckingham, ambos 1RTR e 2 RTR foram apresentados com seu novo Padrão pela Rainha, que incluiu a nova Honra de Batalha de Al Basrah 2003.
Em 2 de agosto de 2014, o regimento fundiu-se com o 2RTR para formar o único batalhão Royal Tank Regiment (RTR), baseado no Quartel aliwal, Tidworth e é um dos três regimentos blindados equipados com o tanque Challenger 2.
A história e as tradições de 1 RTR são preservadas pelo Esquadrão Ajax da RTR.

## Oficiais
- 1959-1961: Tenente-Coronel. Tresham D. Gregg
- 1961-1963: Tenente-Coronel. John D. Masters
- 1963-1966: Tenente-Coronel. Richard Simpkin
- 1966-1967: Tenente-Coronel. Laurie W.G. Gingell
- 1967-1969: Tenente-Coronel. Ian Baker
- 1969-1972: Tenente-Coronel. Simon J. Beardsworth
- 1972-1974: Tenente-Coronel. John P. Maxwel
- 1974-1976: Tenente-Coronel. Antony Walker
- 1976-1979: Tenente-Coronel. David L. Lewis
- 1979-1981: Tenente-Coronel. Jeremy Blacker
- 1981-1984: Tenente-Coronel. Michael Seymour
- 1984-1986: Tenente-Coronel. Michael I. Keun
- 1986-1989: Tenente-Coronel. Mark J.H. Goodson
- 1989-1991: Tenente-Coronel. Timothy E. Hall
- 1991-1993: Tenente-Coronel. Adrian G.R. Carroll
- 1993-1995: Tenente-Coronel. Peter Gilchrist
- 1995-1997: Tenente-Coronel. Ian J. Rodley
- 1997-2000: Tenente-Coronel. David C. Eccles
- 2000-2002: Tenente-Coronel. Christopher Deverell
- 2002-2004: Tenente-Coronel. Patrick J. Kidd
- 2004-2006: Tenente-Coronel. Hamish De Bretton-Gordon
- 2006-2009: Tenente-Coronel. Ian J. Gibb
- 2009-2011: Tenente-Coronel. Gavin J. Thompson
- 2011-2013: Tenente-Coronel. Andrew M. Britton
- 2013-2016: Tenente-Coronel. Nicholas J. Cowey
- 2016-2018: Tenente-Coronel. Simon A. Ridgway
- 2018-2021: Tenente-Coronel. James R. Howard
- 2021-atual: Tenente-Coronel. Simon Worth

## Forças Cadetes
- Destacamento de Mildenhall, Força cadete do Exército de Suffolk
- Destacamento Cadbury Heath, Força cadete do Exército de Bristol
- Ainsdale Destacamento, Força cadete do Exército de Merseyside
- Destacamento de Westbury, Força cadete do Exército de Wiltshire
- Destacamento oldham, Grande Força cadete do Exército de Manchester
- 131 (Battersea) Destacamento, Força cadete do Exército do Sudoeste de Londres